# Aliyá Mustáfina
Aliyá Fargátovna Mustáfina (del ruso: Алия́ Фарга́товна Муста́фина), Yegórievsk; 30 de septiembre de 1994) es una exgimnasta rusa retirada que formó parte del equipo nacional ruso de gimnasia artística.
En agosto de 2012 participó en los Juegos Olímpicos de Londres, donde ganó la medalla de plata en el concurso por equipos, la medalla de bronce en la final individual, la medalla de oro en la final de barras asimétricas y la medalla de bronce en la final de suelo. Mustáfina fue la gimnasta más condecorada de esos Juegos. Cuatro años más tarde, pese a no estar en plena forma debido a diversas lesiones, volvió a participar en los Juegos Olímpicos de Río de Janeiro, donde ganó una medalla de oro en la final de barras asimétricas, una medalla de bronce en la final individual y una medalla de plata en la final por equipos.
En 2017 dio a luz a su hijo Alisse Zaytzeva. 
En 2018 regresó a las competiciones de élite para ayudar al equipo ruso a clasificar para los Juegos Olímpicos de Tokio 2020 durante el Campeonato del Mundo de Gimnasia Artística celebrado en Doha.
En 2020 se convirtió en la entrenadora del equipo nacional júnior de Rusia.
Finalmente el 8 de junio de 2021, Mustafina anuncia su retiro oficial de la Gimnasia de élite, concluyendo así con más de 10 años de una fructífera carrera y ser una de las gimnastas más condecoradas de la historia. Mustafina ha sido reconocida como una de las gimnastas más bellas de la historia.

## Biografía
Aliyá Mustáfina nació el 30 de septiembre de 1994 en Yegórievsk, Rusia. Su padre, Farhat Mustafin, obtuvo la medalla de bronce en lucha grecorromana en los Juegos Olímpicos de Montreal 1976, y trabaja como entrenador del CSKA Moscú. Su madre Yelena Kuznetsova, es profesora de física. Su hermano menor, Nailia Mustáfina, también es gimnasta; sin embargo, después de una lesión, se retiró de las competiciones profesionales. Su familia pertenece a la etnia tártara.
Sobre sus modelos a seguir de gimnasia, Mustáfina dijo, «Me gusta Nastia Liukin. Adoro sus actuaciones elegantes y bellas con elementos difíciles. Me gustan especialmente sus gráciles barras asimétricas y barra de equilibrio. Entre los rusos, me gusta Ksenia Afanásieva. Yo respeto su gimnasia fuerte y hermosa». Su entrenador desde 2008, Aleksandr Aleksándrov dijo, «La chica tiene mucho talento, pero un carácter difícil. Sin embargo, no se encuentra mucha complacencia entre los campeones.»

## Carrera júnior

### 2007
En marzo, Mustáfina compitió en el International Gymnix en Montreal, Canadá. Se posicionó segunda en el concurso completo con 58.825 puntos. En abril, participó en la Copa Zakharova en Kiev, Ucrania, donde logró el segundo lugar en el concurso completo con un puntaje de 55.150 puntos. Más tarde, en septiembre, compitió en el Júnior International en Yokohama, Japón, ocupando el segundo lugar en el concurso completo con 59.800 puntos. En las finales por aparatos, ocupó el segundo lugar en salto, barras asimétricas, barra de equilibrio y suelo con 14.750 puntos, 15.250 puntos, 15.450 puntos y 14.100 puntos respectivamente.

### 2008
En abril, Mustáfina participó en el Campeonato Europeo en Clermont-Ferrand, Francia. Ayudó al equipo ruso a ganar el primer lugar e individualmente se posicionó segunda con un puntaje de 60.300 en el Concurso completo. En finales por aparatos, ocupó el cuarto lugar en barras asimétricas con 14.475 puntos y cuarta en suelo con 14.375 puntos. En noviembre, compitió en la división sénior de la Massilia Cup en Marsella, Francia. Logró el sexto lugar en el Concurso completo con un puntaje de 57.300 puntos y finales por aparatos logró el cuarto lugar en salto y el segundo en suelo con 13.950 y 14.925 puntos respectivamente.

### 2009
En marzo, Mustáfina compitió en el Campeonato Nacional Ruso en Briansk, Rusia en la división sénior donde ganó el Concurso completo con un 58.550 puntos. En finales por aparatos, logró el segundo lugar en barras asimétricas con 15.300 puntos, el primero en barra de equilibrio con 14.950 puntos y el tercero en suelo con 14.700 puntos. El nuevo entrenador del equipo ruso, Aleksandr Aleksandrov mencionó: «También estoy muy feliz de que tengamos nuevas jóvenes gimnastas, una de ellas, Aliyá Mustáfina, incluso ganó el concurso completo. El problema es que este año las chicas de esa edad no pueden competir en las competiciones internacionales de alto nivel».
En julio, Mustáfina participó en la Japan Cup en Tokio, Japón. Se colocó en segundo lugar en el Concurso completo con un puntaje de 58.250. Sobre esto Mustáfina dijo: «En general estoy contenta con mi ejecución de hoy. Creo que podría demostrar lo que puedo hacer. Sin embargo no estoy satisfecha con rendimiento en la barra y además la puntuación fue baja. En las barras pude mantener las posturas donde debía y pude volar cuando debía. Sentí el entusiasmo de la audiencia». En agosto, participó en la Copa Rusa en Penza, dentro de la división sénior donde ganó el Concurso completo con un total de 59.434 puntos.
En diciembre, compitió en la Gimnasiada en Doha, Catar ganando el Concurso completo con un total de 57.350 puntos. En finales por aparatos, alcanzó el segundo lugar en salto con 13.900 puntos y el primer lugar en barras asimétricas, barra de equilibrio y suelo con 14.825 puntos, 14.175 puntos y 14.575 puntos respectivamente.

## Carrera sénior

### 2010

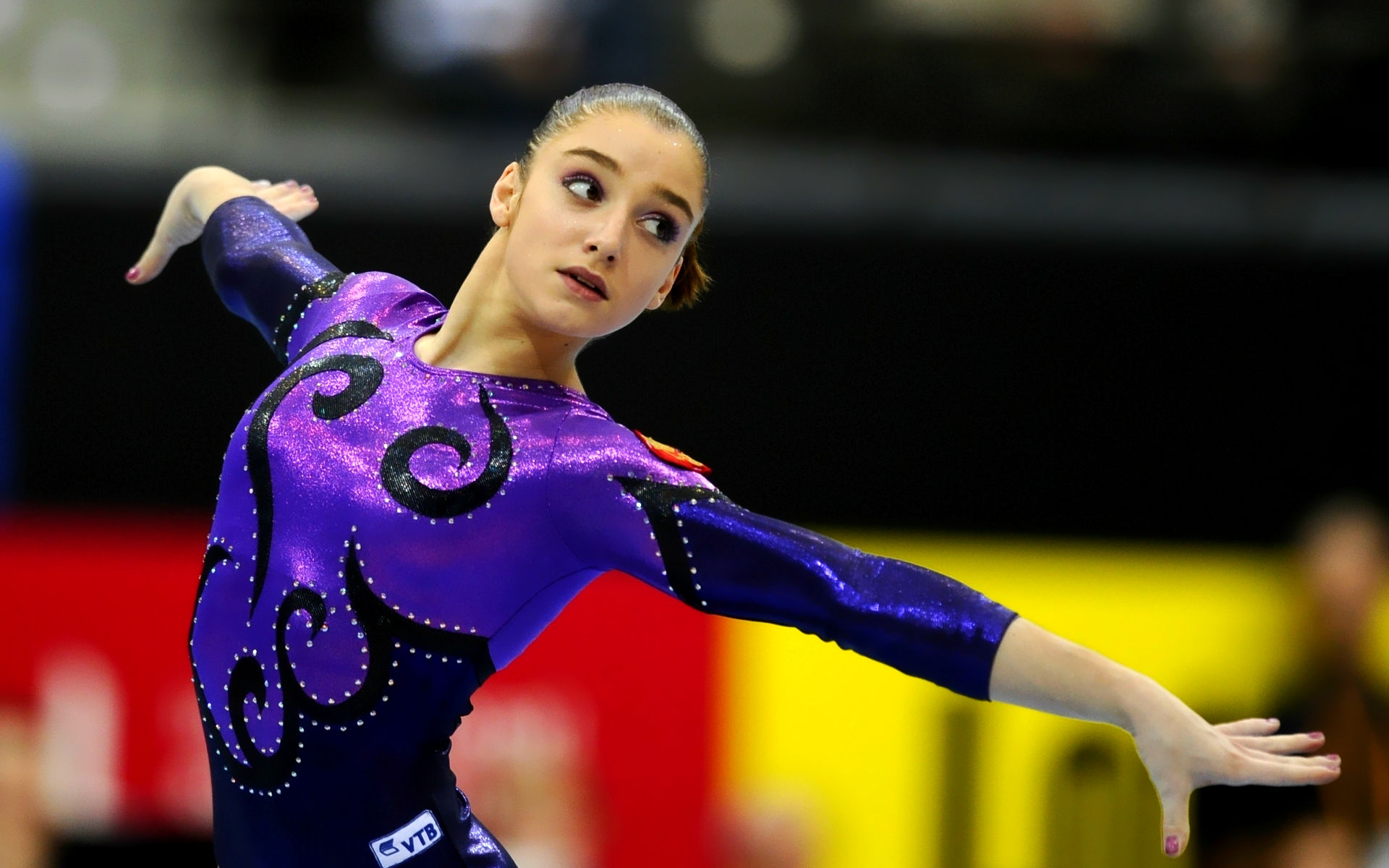
Mustafina Campeón del Mundo 2010

En marzo, Mustáfina se lesionó durante un entrenamiento previo al Campeonato Nacional Ruso y no pudo competir. En abril, participó en la Copa Mundial de Gimnasia Artística en París, Francia. Obtuvo el cuarto lugar en la final de barras asimétricas con 14.500 puntos y el segundo lugar en la barra de equilibrio con 14.175 puntos.
A finales de abril, Aliyá participó en el Campeonato Europeo en Birmingham, Reino Unido. Contribuyó, con una puntuación de 58.175 puntos, a posicionar al equipo ruso en primer lugar. En las finales por aparatos, se colocó en segundo lugar en barras asimétricas con 15.050 puntos, segunda en la barra de equilibrio con 14.375 puntos y el octava en suelo con 13.225 puntos.
En agosto, compitió en la Copa de Rusia en Cheliábinsk. Ganó el All Around con una puntuación total de 62.271. Valentina Rodionenko, entrenadora del equipo ruso, dijo al respecto: «Bravo Aliyá, ganó por un amplio margen. Hemos entrenado duro, ella ha estado entrenando muy duro y aquí están los resultados!». En las finales por aparatos, obtuvo el segundo lugar en salto, primer lugar en barras asimétricas, tercer lugar en barra de equilibrio y primer lugar en suelo con 13.963, 14.775, 14.850 y 15.300 puntos respectivamente.
En octubre, participó en el Campeonato Mundial, celebrado en Róterdam. Ayudó al equipo ruso a ganar la medalla de oro con un total de 60.932 puntos. Individualmente, ganó el All Around con 61.032 puntos. En las finales por aparatos, obtuvo medallas de plata en salto (15.066), en barras asimétricas (15.600) y en suelo (14.766), en barra de equilibrio sus 13.766 puntos le otorgaron el séptimo lugar. En noviembre, Aliyá compitió en la Freddy Cup en Cagliari ocupando el cuarto lugar en barras asimétricas (13.570 puntos) y el primer lugar en barra de equilibrio (14.700 puntos).

### 2011

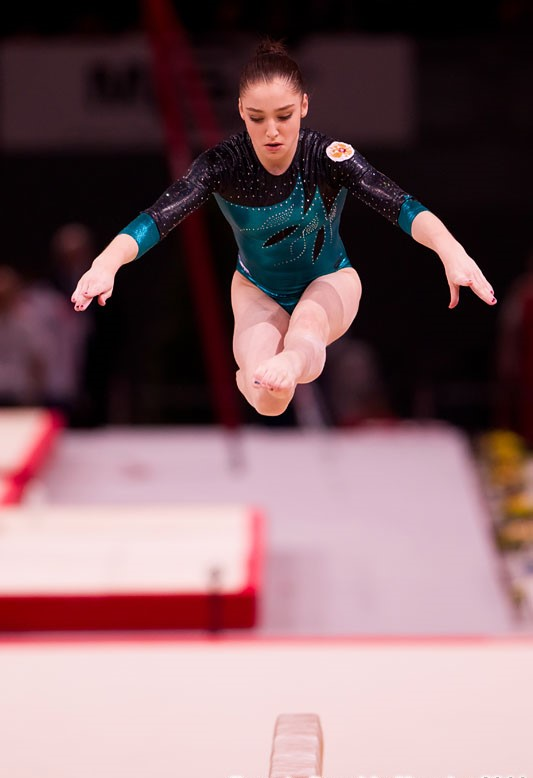
Aliyá Mustáfina en la Copa Mundial de Gimnasia Artística en París, Francia.

En marzo, Mustáfina compitió en la Copa América en Jacksonville, Estados Unidos. Se clasificó segunda al final de la competición con una puntuación de 59.831, después de haber liderado toda la prueba. Tuvo una caída en el ejercicio de suelo que la desplazó hasta la segunda posición.
Más tarde, en marzo, compitió en el evento de la Copa Mundial de Gimnasia Artística en París, Francia. Mustáfina consiguió tres medallas de oro en las pruebas de salto (anotando una puntuación de 14.433), de barras asimétricas (anotando un 15.833), y de  viga de equilibrio (anotando un 15.333).
En abril, Mustáfina compitió en el Campeonato Europeo de Berlín, Alemania. Se clasificó para la final individual con una puntuación de 59,750. En la final, Mustáfina se rompió el ligamiento cruzado de la rodilla izquierda mientras efectuaba un salto Amanar. La entrenadora de Rusia, Valentina Rodionenko, dijo, "Se pensaba que era un menisco lesionado, el diagnóstico fue aclarado a través de la proyección de imagen: ruptura del ligamento cruzado anterior izquierdo. Sí, la lesión es grave. Mala, pero no terrible. Requiere cirugía".
En diciembre, Mustáfina volvió a la competición en la Copa Voronin en Moscú, Rusia. Quedó en cuarto lugar en el circuito individual y la segunda en barras asimétricas, con una puntuación de 15.475. Ella dijo: "Estoy contenta con la competencia y mi rendimiento. Tenía muchas ganas de competir, porque es la primera salida después de la lesión de abril. Por supuesto, todavía hay algunas limitaciones que me encuentro durante el entrenamiento. Podemos decir que mi recuperación está todavía en curso".

### 2012
En marzo, Mustáfina compitió en el Campeonato Nacional de Rusia en Penza, Rusia. Antes de la competición su entrenador Alexander Alexandrov comentó que "En este momento no queremos forzar la espalda. Incluso en marzo en los campeonatos rusos no me esperaba que fuera al cien por cien de forma, probablemente del 75 al 80 por ciento. El objetivo principal son los Juegos Olímpicos". Mustáfina ganó la competencia en la final individual con una puntuación de 59.533. En las finales del evento, se colocó en primer lugar en barras asimétricas anotando un 16.220 y en el quinto en viga de equilibrio anotando un 13.680.
En mayo Mustáfina compitió en el Campeonato Europeo en Bruselas, Bélgica. Contribuyó con una puntuación de 15.166 en salto, 15.833 en barras asimétricas y 13.933 en el ejercicio de suelo a que la selección rusa se clasificara en segundo lugar.
En junio compitió en la Copa de Rusia en Penza, Rusia. Se colocó en segundo lugar en la final individual por detrás de Victoria Komova, con una puntuación de 59.167. En las finales por aparatos se colocó en primer lugar en barras asimétricas anotando 16.150 puntos, segunda en viga de equilibrio anotando 15.000 puntos, y la primera en el ejercicio de suelo con una puntuación de 14.750.

#### Juegos Olímpicos Londres 2012
A finales de julio, Mustáfina formó parte del equipo ruso de gimnasia artística femenina en los Juegos Olímpicos de 2012 en Londres, Reino Unido. Ayudó a la selección rusa a clasificarse en segundo lugar para la final por equipos, y de forma individual también se clasificó para la participar en la final individual en el quinto lugar, con una puntuación de 59.966. Además se clasificó en el quinto lugar para la final de barras asimétricas con 15.700 y en el octavo lugar en el suelo con puntuación final de 14.433.

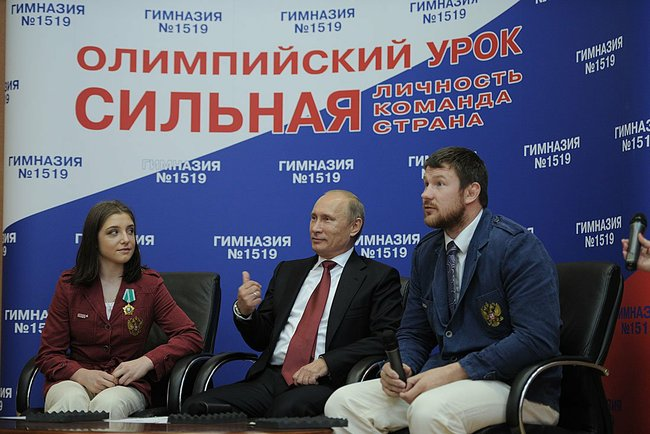
Aliá Mustáfina con el presidente ruso Vladímir Putin y el medallista de plata de judo olímpico Aleksandr Mijailin.

En la final por equipos, Mustáfina participó en los cuatro aparatos para contribuir, con una puntuación de 60,266, en el segundo puesto de la selección rusa.

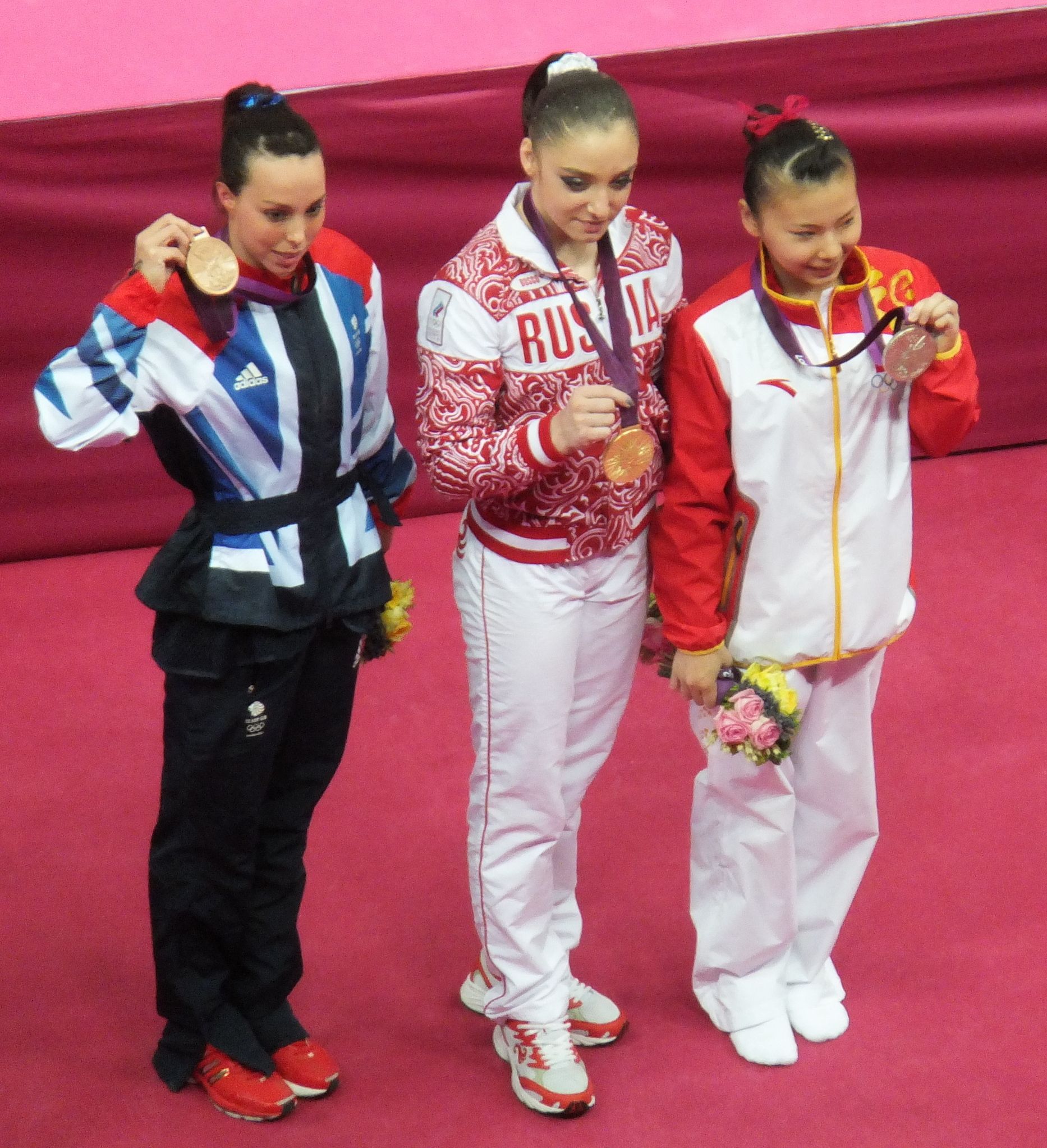
Mustáfina (centro) con su medalla de oro en la final de barras asimétricas de los Juegos Olímpicos de Londres.

En la final individual Mustáfina terminó en tercer lugar con una puntuación de 59.566. Estaba empatada con la americana Aly Raisman pero después de aplicarse las reglas de desempate, Mustáfina fue galardonada con la medalla de bronce, a pesar de que había tenido más bajas puntuaciones que Raisman en todos los aparatos menos en las barras asimétricas.
En la final de barras asimétricas Mustáfina ganó la medalla de oro con una puntuación de 16.133 quedando por delante de la china Kexin He y la británica Elizabeth Tweddle. La medalla de oro de Mustáfina en las barras asimétricas terminó con la sequía de medallas de oro de la gimnasia olímpica en Rusia, que se prolongó durante 12 años.
En la final de suelo, Mustáfina ganó la medalla de bronce con una puntuación de 14.900 quedando por detrás de la estadounidense Aly Raisman y la rumana Catalina Ponor. Su puntuación fue la misma que la de la italiana Vanessa Ferrari, pero después de los procedimientos de desempate Mustáfina fue galardonada con la medalla de bronce ya que tenía una puntuación E superior.
Mustáfina fue la atleta rusa más condecorada de los Juegos con cuatro medallas olímpicas, y también fue la atleta no nadadora con más medallas de todos los participantes en dichos Juegos. El 7 de agosto de 2012 el presidente de Tartaristán, Rustam Minnijánov felicitó a Aliyá tras el éxito olímpico. El 15 de agosto de 2012 el presidente ruso, Vladímir Putin, otorgó a Mustáfina la Orden de la Amistad en una ceremonia especial en el Kremlin en Moscú por sus logros en los Juegos Olímpicos de Londres. Mustáfina fue una los 33 atletas rusos en recibir dicho premio.

### 2013
Participó en el Campeonato Nacional Ruso, celebrado en Penza del 1 al 7 de marzo de 2013. Aliyá terminó en primer lugar en el concurso completo individual con un total de 59.850 puntos. En el concurso completo por equipos, el equipo de Mustáfina (Moscú) obtuvo un puntaje final de 166.750 puntos, obteniendo el segundo lugar. En las finales por aparatos, obtuvo el tercer lugar en la final de barras asimétricas con 14.550 puntos.
En abril participó en el Campeonato Europeo de gimnasia artístico como integrante de la selección rusa celebrado en Moscú. El 18 de abril participó en las clasificaciones sin tener una actuación demasiado brillante. aun así, consiguió clasificarse para la final individual. El 19 de abril se proclamó campeona de Europa al ganar la medalla de oro en el circuito completo individual con una puntuación de 59.032 puntos, quedando por delante de la rumana Larisa Iordache y de su compatriota Anastasia Grishina. Además, Mustáfina también ganó la medalla de oro en la final de barras asimétricas con una puntuación de 15.300 superando a la sueca Jonna Adlerteg y a su compañera Maria Paseka.
Desde el 30 de septiembre hasta el 6 de octubre participó en el Campeonato mundial de gimnasia artística de Amberes formando parte del equipo nacional ruso. Durante los dos primeros días de competición, Mustáfina se clasificó para las finales de barras asimétricas, barra de equilibrio y circuito individual. También se clasificó como reserva para la final de salto. El cuatro de octubre ganó la medalla de bronce en el circuito individual por detrás de las estadounidenses Simone Biles y Kyla Ross, que se clasificaron primera y segunda respectivamente. Mustáfina obtuvo unas puntuaciones de 14.891 en salto, 15.233 en barras asimétricas, 14.116 en barra de equilibrio y 14.566 en suelo. El cinco de octubre ganó su segunda medalla de bronce en la final de barras asimétricas, donde obtuvo una puntuación de 15.033 que la condujeron a la tercera posición detrás de la china Huang Huidan y la estadounidense Kyla Ross. El seis de octubre se proclamó campeona mundial de barra de equilibrio al conseguir la medalla de oro en la final de dicho aparato con una puntuación de 14.900.

### 2014
Mustáfina comenzó su temporada de competición el 3 de abril en el Campeonato Nacional Ruso defendiendo con éxito el título de campeona individual rusa con puntuaciones de 14.733 en salto, 14.333 en barras asimétricas, 15.400 en viga de equilibrio y 15.100 en el ejercicio de suelo.
En mayo compitió en el Campeonato Femenino de Gimnasia Artística de Europa de 2014 en Sofía, Bulgaria. Compitió en las pruebas de clasificación de barras asimétricas y viga de equilibrio, consiguiendo clasificarse para las dos finales con una puntuación de 15.100 y 14.233 respectivamente. En la final por equipos Mustáfina contribuyó con un puntaje de 14.700 en salto, 15,166 en las barras y 14.800 en la viga al tercer puesto logrado por equipo ruso, por detrás de Gran Bretaña y Rumania, que se llevaron la plata y el oro, respectivamente. En las finales por aparatos se clasificó en segundo lugar en las barras asimétricas con una puntuación de 15.266, y en tercer lugar en la barra de equilibrio con una puntuación de 14.733. Además, consiguió la medalla de plata en la final individual quedando por detrás de su compatriota Maria Kharenkova.
En octubre de 2014 participó en el Campeonato Mundial de Gimnasia Artística celebrado en Nanning, China. Mustáfina se clasificó para las finales de barras asimétricas, viga de equilibrio, suelo, circuito completo individual y circuito completo por equipos. El 8 de octubre ganó la medalla de bronce en la final por equipos, donde participó en los cuatro eventos obteniendo unas puntuaciones de 15.113 en salto, 15.066 en barras asimétricas, 14.766 en barra de equilibrio y 14.033 en suelo. El día 10 de octubre participó en la final individual donde se clasificó cuarta debido a una caída en el ejercicio de suelo, siendo esa la primera vez que no subía al podio en una final desde que se convirtió en atleta de élite. Tampoco pudo subir al podio en la final de barras asimétricas, donde se clasificó en una sorprendente sexta posición. Finalmente, el último día de competición consiguió dos medallas de bronce en las finales de viga de equilibrio y suelo.

### 2015
Este fue un año duro para Mustáfina debido a que diversas lesiones que arrastraba le obligaron a perderse algunas competiciones. A principios de año renunció a participar en el Campeonato Nacional Ruso para poder recuperarse de diversos dolores musculares y del estrés que venía arrastrando desde años atrás.
En junio participó en los Juegos Europeos de Gimnasia artística celebrados en Bakú, Azerbaiyán. Mustáfina consiguió tres medallas de oro (equipos, individual, barras asimétricas) y una medalla de plata en el ejercicio de suelo.
En septiembre de ese año anunció que no iba a participar en los Mundiales de Gimnasia Artística de ese año debido a que un dolor de espalda le impedía competir en plenas condiciones. No volvió a competir ese año para centrarse en recuperarse bien de sus lesiones y llegar en plena forma para los Juegos Olímpicos de Río de Janeiro.

### 2016
Mustáfina empezó el año en la enfermería debido a un dolor de espalda. Su primera competición del año fue el Campeonato Nacional Ruso celebrado en abril. El primer día de competición participó en las pruebas de barra de equilibrio y barras asimétricas obteniendo unas puntuaciones de 14.400 y 15.333 respectivamente. El segundo día, consiguió un 14.133 y un 15.300 respectivamente en los mismos eventos. Terminó la competición con una medalla de plata en el circuito de equipos y dos medallas de bronce en las finales de barras asimétricas y barra de equilibrio.
En junio participó en el Campeonato Europeo de Gimnasia Artística celebrado en Berna (Suiza), la primera semana de junio. En las jornadas de clasificación, Mustáfina se metió en las finales de barras asimétricas y barras de equilibrio, además de la final por equipos. El día cuatro de junio participó en la final por equipos contribuyendo a la victoria del equipo ruso. Mustáfina participó solo en las pruebas de barras asimétricas, barra de equilibrio y suelo consiguiendo unas puntuaciones de 15.333, 14.800 y 13.466 respectivamente. En las finales por aparatos, consiguió una medalla de bronce en la final de barras asimétricas (15.100) y una medalla de oro en la final de barra de equilibrio (15.100).
Más tarde participó en la Copa Rusa donde tuvo una actuación decepcionante después de caer en una diagonal en el ejercicio de suelo y caer dos veces en su ejercicio de barras asimétricas. Mustáfina fue nombrada como parte del equipo provisional para acudir a los Juegos Olímpicos de Río de Janeiro  

Hubo muchas dudas de su participación en los Juegos Olímpicos de Río de Janeiro 2016, las lesiones hicieron pensar en su retirada; pero al final, gracias a los consejos de su exentrenador Alexander Alexandrov decidió finalmente asistir a tan importante evento. El 24 de julio su participación en los Juegos fue verificada y viajó hasta Brasil junto a sus compañeras de equipo.  

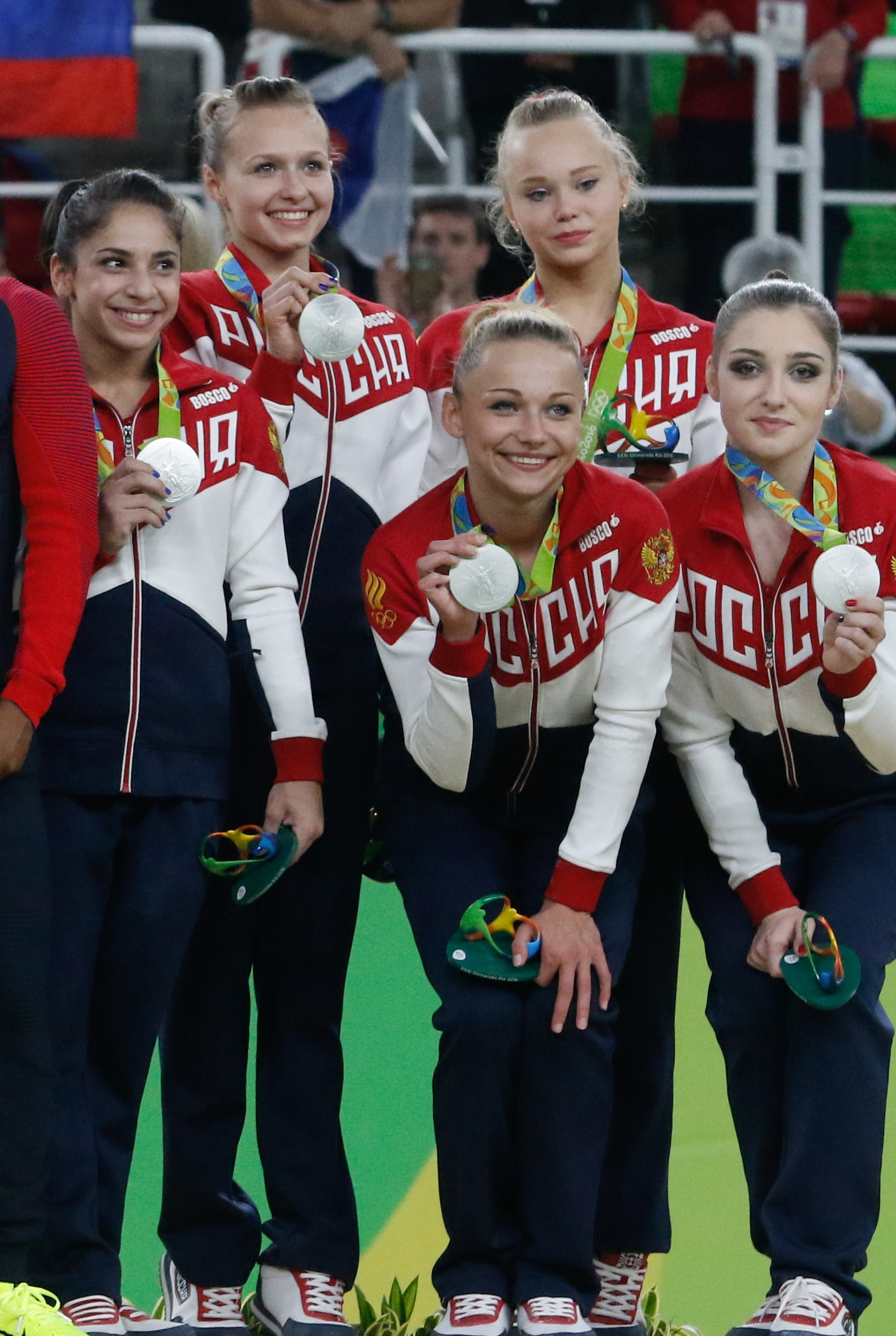
Equipo ruso ganador de la medalla de plata por equipos en los Juegos Olímpicos de Río de Janeiro.

#### Juegos Olímpicos Río de Janeiro 2016
En agosto de 2016 formó parte del equipo ruso de gimnasia artística femenina en los Juegos Olímpicos de Río de Janeiro junto a Angelina Melnikova, Seda Tutkhalyan, Maria Paseka y Daria Spiridonova. El 7 de agosto participó en las cualificaciones consiguiendo meterse en las finales de barras asimétricas, circuito completo por equipos y circuito completo individual.   
El 9 de agosto participó en la final por equipos ayudando al equipo ruso a conseguir la medalla de plata, quedando solamente por detrás del equipo estadounidense. Mustáfina participó en los cuatro aparatos consiguiendo una puntuación total de 60.024.
El 11 de agosto consiguió la medalla de bronce en la final del circuito individual quedando por detrás de las estadounidenses Simone Biles y Aly Raisman. Mustáfina consiguió unas puntuaciones de 15.200 en salto, 15.666 en asimétricas (nota más alta de todas las participantes en este evento), 13.866 en la barra de equilibrio y 13.933 en suelo.
El 14 de agosto compitió en la final de barras asimétricas, revalidando su título olímpico conseguido en Londres 2012. Consiguió imponerse a la estadounidense Madison Kocian, principal favorita para ganar este evento, con una puntuación de 15.900.
Mustáfina terminó su participación en los Juegos siendo la primera gimnasta que repetía un título Olímpico consecutivamente en un evento desde que Svetlana Khorkina lo hiciese en los Juegos de Sídney 2000. Además, también fue la atleta rusa más condecorada de los Juegos de Río, igual que hizo en Londres 2012.
Después de los Juegos, la gimnasta decidió tomarse un tiempo de descanso antes de decidir si va a intentar volver a prepararse para participar en los Juegos Olímpicos de Tokio 2020.

## Vida privada
En otoño de 2015 empezó a salir con el piloto de bobsled (modalidad olímpica de descenso en trineo) Alexey Zaytsev, al que conoció en un hospital de Moscú mientras ambos se estaban recuperando de sus respectivas lesiones. En noviembre de 2016 la pareja se casó en una ceremonia íntima en Krasnodar, ciudad natal del novio.
En enero de 2017 se anuncia que la gimnasta está embarazada de su primer hijo. En junio de 2017 Mustáfina dio a luz a su primera hija, una niña llamada Alisa. En marzo de 2018 Aliya y Alexey se divorciaron de manera oficial tras meses de rumores.